# Луїс Артіме
Луїс Артіме (ісп. Luis Artime, нар. 2 грудня 1938, Мендоса) — аргентинський футболіст, що грав на позиції нападника. Потужний, агресивний, технічний, результативний форвард, один з найкращих центральних нападників світового футболу 1960-х років. Забив більше трьохсот голів за аргентинські, уругвайські та бразильські клуби.
Чемпіон Аргентини, триразовий чемпіон Уругваю. Володар Кубка Лібертадорес, Міжконтинентального та Міжамериканського кубків. 4 рази ставав найкращим бомбардиром чемпіонату Аргентини, 3 рази — найкращим бомбардиром чемпіонату Уругваю. Найкращий снайпер «Насьйоналя» останніх 50-ти років. За збірну Аргентини провів 25 матчів, в яких забив 24 м'ячі, брав участь на Чемпіонаті світу 1966, на якому забив 3 м'ячі в 3-х матчах.

## Клубна кар'єра
Народився 2 грудня 1938 року в місті Мендоса. Вихованець юнацьких команд футбольних клубів «Ель-Циклон» та «Індепендьєнте» (Хунін).
У дорослому футболі дебютував 1959 року виступами за команду клубу «Атланта», в якій провів два сезони, взявши участь у 67 матчах чемпіонату.
Своєю грою за цю команду привернув увагу представників тренерського штабу клубу «Рівер Плейт», до складу якого приєднався на початку 1962 року. Відіграв за команду з Буенос-Айреса наступні чотири сезони своєї ігрової кар'єри. Більшість часу, проведеного у складі «Рівер Плейта», був основним гравцем атакувальної ланки команди і одним з головних бомбардирів команди, маючи середню результативність на рівні 0,88 голу за гру першості. У сезонах 1962 та 1963 Артіме ставав найкращим бомбардиром чемпіонату (25 і 24 голи відповідно). 1965 року недовго грав у іспанському клубі «Реал Хаен» з Терсери.
1966 року перейшов в «Індепендьєнте» (Авельянеда), у якому в першому ж сезоні знову став найкращим бомбардиром чемпіонату (23 голи), а в Насьйоналі 1967 року здобув свій перший командний трофей — чемпіонство Аргентини, а також знову став найкращим бомбардиром з 11 голами.
У сезоні 1969 року грав а бразильський «Палмейрас», після чого перейшов в уругвайський «Насьйональ». Тут Артіме провів три сезони, в кожному з яких ставав чемпіоном Уругваю та найкращим бомбардиром чемпіонату (24, 21 та 16 голів відповідно). А у сезоні 1971 року Луїс з командою став володарем Кубка Лібертадорес та володарем Міжконтинентального кубка.
1972 року недовго грав за бразильський «Флуміненсе», після чого повернувся в «Насьйональ» і захищав його кольори до припинення виступів на професійному рівні у 1974 році.

## Виступи за збірну
17 травня 1961 року дебютував в офіційних матчах у складі національної збірної Аргентини в грі проти збірної Парагваю (0:0).
У складі збірної був учасником чемпіонату світу 1966 року в Англії. У першому матчі групового турніру проти збірної Іспанії він записав на свій рахунок обидва голи, забитих південноамериканської командою. В результаті Аргентина здобула перемогу з рахунком 2:1. У третьому матчі проти збірної Швейцарії він відкрив рахунок (остаточний результат — 2:0) і допоміг команді вийти з групи. Але потім Аргентина програла у чвертьфіналі майбутнім чемпіонам світу — англійцям (0:1) — і вибула з турніру.
Наступного року був у заявці збірної на чемпіонаті Південної Америки 1967 року в Уругваї, де разом з командою здобув «срібло», а також став найкращим бомбардиром турніру з 5 голами.
Протягом кар'єри у національній команді, яка тривала 7 років, провів у формі головної команди країни 25 матчів, забивши 24 голи.

## Титули і досягнення

### Командні
- Чемпіон Аргентини (1):

«Індепендьєнте»: 1967 (Насьйональ)
- Чемпіон Уругваю (3):

«Насьйональ»: 1969, 1970, 1971
- Володар Кубка Лібертадорес (1):

«Насьйональ»: 1971
- Володар Міжконтинентального кубка (1):

«Насьйональ»: 1971

### Збірні
- Срібний призер Чемпіонату Південної Америки: 1967

### Особисті
- Найкращий бомбардир чемпіонату Аргентини: 1962 (28 голів), 1963 (26 голів), 1966 (23 голи), 1967 (Насьйональ) (11 голів)
- Найкращий бомбардир чемпіонату Уругваю: 1969 (24 голи), 1970 (21 гол), 1971 (16 голів)
- Найкращий бомбардир Кубка Лібертадорес: 1971 (10 голів)
- Найкращий бомбардир чемпіонату Південної Америки: 1967 (5 голів)

## Галерея

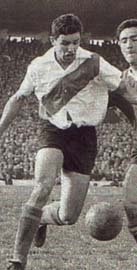
Луїс Артіме під час виступів за «Рівер Плейт»
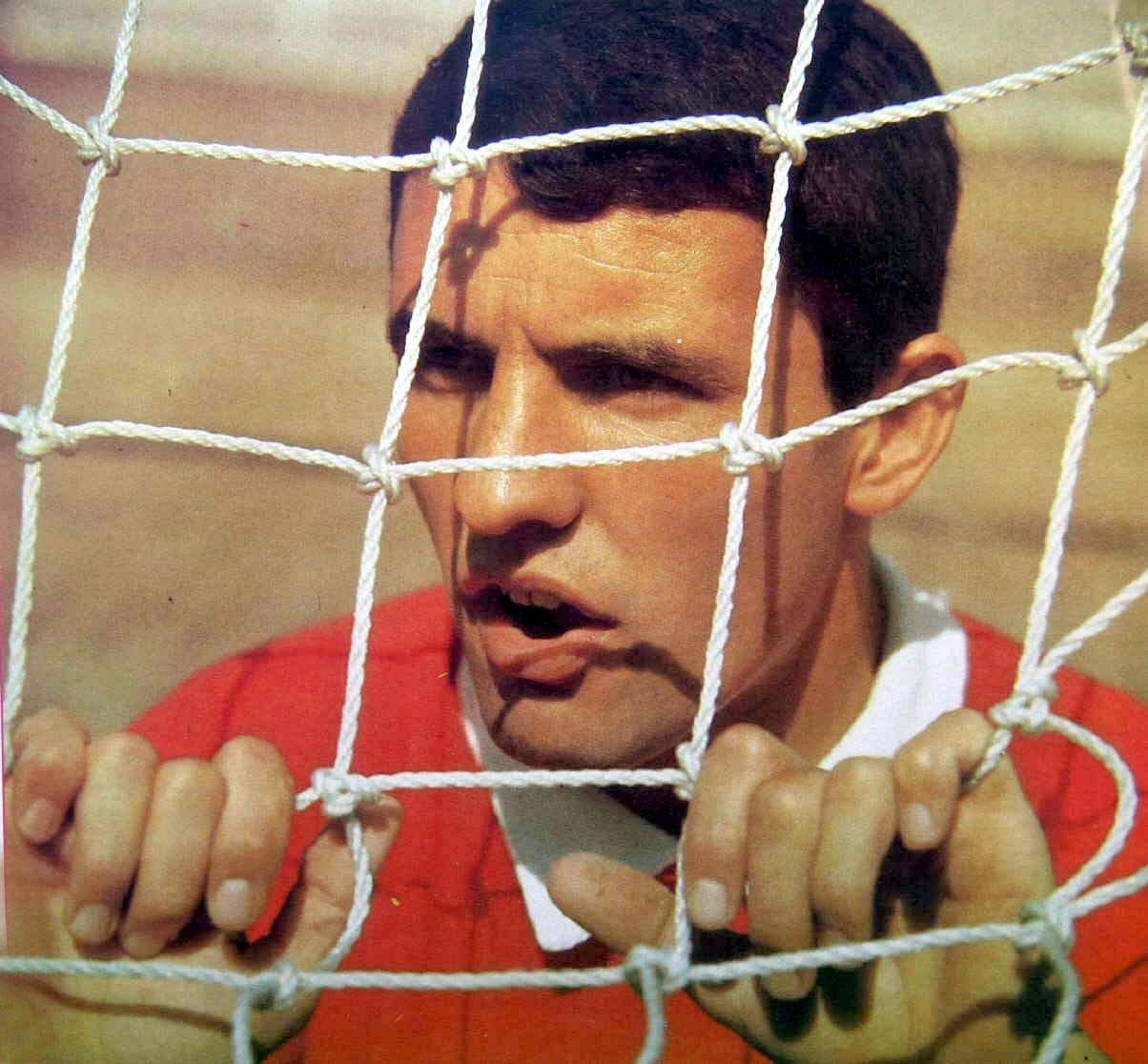
Луїс Артіме під час виступів за «Індепендьєнте»
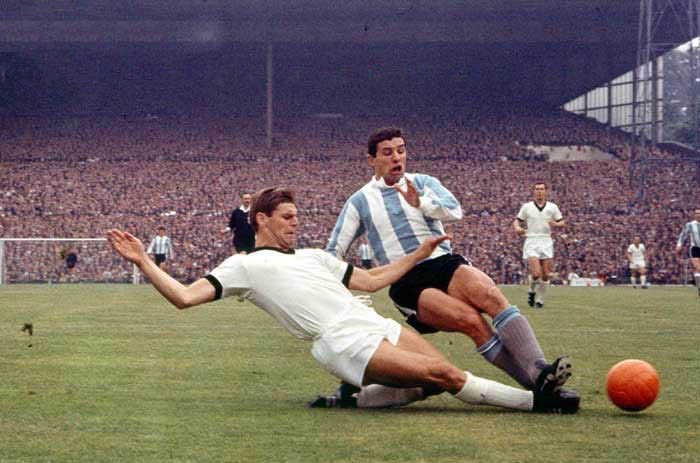
Луїс Артіме у складі збірної Аргентини на ЧС-1966
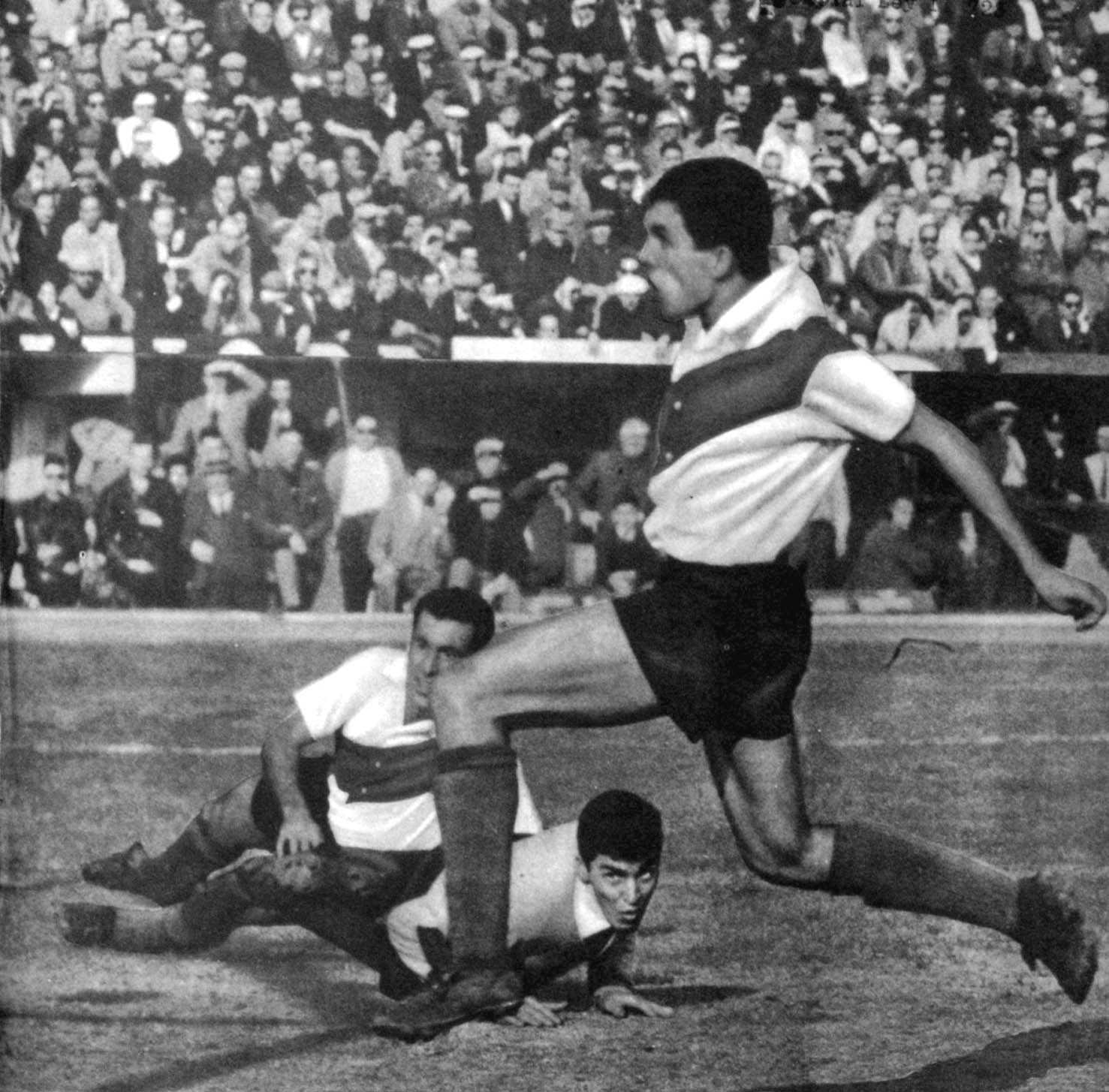
Луїс Артіме на обкладинці журналу El Gráfico
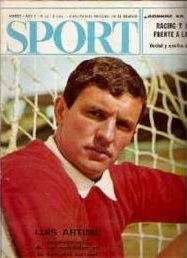
Луїс Артіме на обкладинці журналу Sport